# Liepona
La rivière Liepona (en russe : Липовка, Lipovka, en allemand : Lepone) est une rivière de 35,1 kilomètres qui fait partie du bassin de la mer Baltique. Elle prend sa source près du village de Kunigiskai à 15 kilomètres au sud de la ville de Kybartai (ex-Wirballen) et suit son cours au nord pour se jeter dans la rivière Širvinta.

## Histoire
La rivière marque la frontière sur la presque totalité de son cours, sur 23 kilomètres, entre la fédération de Russie (oblast de Kaliningrad, à l’ouest) et la Lituanie à l’est. Elle était aussi depuis 1422 la frontière entre la Livonie à l’est et la Prusse des chevaliers teutoniques à l’ouest, puis entre le royaume de Prusse et la Russie impériale et enfin entre l’Allemagne et l’URSS. Elle a cessé de n’être une frontière qu’entre 1945 et 1991, date de la création de la fédération de Russie. Mais les pays étaient inversés géographiquement. En effet l’actuel oblast de Kaliningrad était autrefois le district de Königsberg en province de Prusse-Orientale, peuplé essentiellement d’Allemands, et le gouvernement de Livonie (recoupant en partie l’actuelle Lituanie) se trouvait dans l’Empire russe, puis en URSS. 
Un lac artificiel de 26 hectares est créé sur son cours, en 1980, à 16 kilomètres de la jonction de la Pletone avec la Chirvinta  à l’ouest du village de Nekrassovo.

## Personnalité
Sten Suvio (1911-1988), boxeur finlandais champion olympique en 1936, est né à Liepona.